# Beli Mawr
Beli Mawr. Fue una deidad ancestro de la mitología galesa. Es el padre de Caswallawn, Arianrhod, Lludd Llaw Eraint, y Llefelys. Algunos linajes reales de la Edad Media lo señalan como uno de sus ancestros.Hijo de Manogan de Cambie y esposo de Ana de Judá y padre con ella de Penardim

## Beli y Belenus
A menudo es considerado que su nombre deriva del dios celta Belenus. Existe un gran número de teorías histórico-lingüísticas que han sido propuestas para el origen del nombre. Una de ella es que tal vez derive de Bolgios, un nombre que aparece certicado como el de un líder celta que participó en el ataque a Macedonia en el año 279 a. C. El nombre podría estar también relacionado con Beltane el día festivo. 